# Кублешу (Салаж)
Кублешу (рум. Cubleșu) насеље је у Румунији у округу Салаж у општини Кузаплак. Oпштина се налази на надморској висини од 363 m.

## Становништво
Према подацима из 2002. године у насељу је живело 33 становника, од којих су сви румунске националности.